# Crocidura thomensis
Espèce
Répartition géographique
Statut de conservation UICN

 EN : En danger
Crocidura thomensis est une espèce de musaraignes à dents blanches qui n'existe que sur l'île de São Tomé, à  Sao Tomé-et-Principe. Longue d'environ 7,6 cm, elle est classée comme espèce en danger d'extinction en raison de la perte de son habitat et d'une aire de répartition restreinte. Elle a été découverte en 1886. Sa population continue de diminuer, rendant ces animaux rares.

## Menaces
La déforestation, principale cause de mise en danger de la musaraigne de São Tomé, entraîne la perte de son habitat principal, ce qui l'affecte en raison de sa petite taille et de son aire de répartition limitée. L'introduction involontaire ou intentionnelle d'autres espèces envahissantes a fait des ravages sur son existence en raison de la concurrence accrue pour la nourriture,.

## Efforts de conservation
Les efforts de conservation ont largement échoué faute d'informations disponibles sur la musaraigne de São Tomé. En 2004, l'Union internationale pour la conservation de la nature l'a classée en danger critique d'extinction, car elle n'était connue que dans une seule zone de São Tomé, où leur habitat est la forêt tropicale humide de montagne. La dégradation de la forêt, avec la création de jardins et de terres agricoles, est considérée comme le facteur le plus important derrière leur population décroissante. Entre 2002 et 2014, 23 animaux ont été enregistrés sur 15 nouveaux sites, ce qui a contribué à une réévaluation de son statut en 2016 en tant espèce en danger.